# Scorpaena azorica
Scorpaena azorica — риба родини скорпенових. Зустрічається в водах північно-східної Атлантики виключно біля Азорських островів.. Морська прибережна субтропічна риба, що сягає 9.8 см завдовжки.